# Schrankia ptocas
Schrankia ptocas là một loài bướm đêm trong họ Erebidae.